# Konstantín Béskov
Konstantín Béskov (rus: Константин Бесков)  (Moscou, 18 de novembre de 1920 - Moscou, 6 de maig de 2006) fou un futbolista rus de la dècada de 1940 i entrenador.
Fou dos cops internacional amb la selecció soviètica amb la qual participà en els Jocs Olímpics d'Estiu de 1952. Pel que fa a clubs, defensà els colors de FC Dynamo Moscou.

## Referències

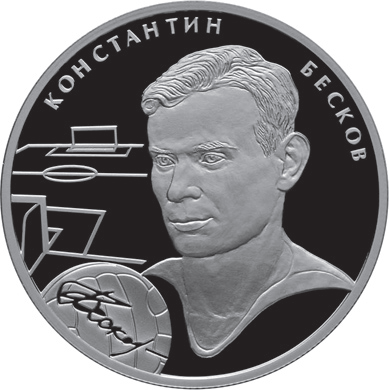
Moneda commemorativa de dos rubles